# Йоан V Палеолог
Йоан V Палеолог (на гръцки: Ιωάννης Ε' Παλαιολόγος; * 1332 г.; † 16 февруари 1391 г.) е византийски император (1341 – 1391), син на Андроник III Палеолог и Анна Савойска, дъщеря на граф Амадей V Савойски.
През дългото му 50-годишно управление Византия се намира в период на криза и междуособни войни. Повечето от ромейските земи са завладени от турците.

## Регентство на Анна Савойска
Поради малолетието на Йоан V властта държи Регентски съвет, оглавяван от майка му Анна Савойска, срещу когото обаче се обявява Йоан Кантакузин – влиятелен военен, близък на покойния Андроник III. Кантакузин е подкрепен от т.нар. зилоти, ревностните привърженици на православието, които са против съюз (уния) със Западната католическа църква и не одобряват регентството на Анна Савойска, която е католическа принцеса преди да стане императрица.
В последвалата гражданска война (1341 – 1347) са въвлечени и владетели на съседните на империята държави. Вероятно през 1345 г. при османския бей Орхан пристигат пратеници и на двете враждуващи групировки, като търсят помощта му срещу своите съперници. Орхан се споразумява с Йоан Кантакузин, който с помощта на негови войници завзема всички тракийски черноморски градове с изключение на Созопол. Двамата укрепват съюза си през 1346 г., когато Орхан се жени за Теодора, дъщеря на Йоан Кантакузин, след което Кантакузин влиза в Константинопол и е коронясан за съимператор, заедно с Йоан V.

## Съуправление с Йоан VI Кантакузин
В периода 1347 – 1354 г. Йоан VI Кантакузин управлява съвместно с Йоан V Палеолог. Между 1347 и 1349 г. през византийската територия преминава епидемия от черна чума, като междувременно Кантакузин губи голяма част от подкрепата си сред народа. След поредна вътрешна война той е свален през 1354 г. от Йоан V Палеолог, който отказва да дели властта си с него.
Орхан поддържа съюза си с Йоан Кантакузин до края на неговото управление. През 1352 г. извиканата от Кантакузин в подкрепа на сина му Матей Кантакузин османска войска, командвана от орхановия син Сюлейман, се оказва решаваща за неговата победа срещу Йоан V при Одрин. При оттеглянето си Сюлейман завзема крепостта Цимпе на европейския бряг на Дарданелите. Йоан Кантакузин и Орхан повеждат преговори за връщането на крепостта, но на 2 март 1354 г. земетресение разрушава стените на крепостта Галиполи и съседните градове и Сюлейман се възползва от положението, за да завземе и тях. През следващите месеци преговорите за връщането на крепостите срещу откуп продължават, но през декември Йоан Кантакузин абдикира.

## Самостоятелно управление
Ожесточените междуособни войни съсипват окончателно Византийската държава, докато турските наемници, привиквани от двете враждуващи фракции, грабят и убиват ромейското население. Османските турци трайно започват да се заселват в бившите византийски земи и след като първоначално са отнели всички азиатски територии, те се прехвърлят в Тракия. Разорената държавна хазна принуждава Йоан V да взема много заеми, особено от Венеция. Той е първият византийски император, който пътува из кралските дворове в Европа, за да издейства помощ за страната си. Неговите наследници ще продължат тази политика също без особен успех.
От средата на 14 век засилващата се военна мощ на османските турци става реална заплаха не само за Константинопол, но и за другите балкански страни. Опитите на Йоан V да сключи съюз със съседните владетели на България и Сърбия среща недоверие. Императорът се опитва да привлече и помощта на държавите от Западна Европа, но искането на папата да бъде признато църковното върховенство на римокатолическата църква над православна Византия среща силна съпротива в Константинопол. До споразумение и край на схизмата така и не се стига, а реална помощ не е осигурена.

### Турско настъпление
След абдикацията на Йоан Кантакузин османският владетел Орхан вече не се смята за обвързан от съюза си с него и започва военни действия срещу Византийската империя. До смъртта си през 1357 г. неговият син Сюлейман завзема Малгара, Ипсала и Виза. Междувременно Орхан подпомага неуспешен опит на Матей Кантакузин да заеме трона на империята.
През лятото на 1357 г. Халил, един от синовете на Орхан, по случайност е пленен от гръцки пирати и е задържан в Стара Фокея. Това принуждава Орхан да търси помощта на Йоан V за неговото освобождаване и да сключи мир с него. През следващата година Йоан успява да откупи Халил и го жени за своя дъщеря, надявайки се той да наследи Орхан, но мирът между двете страни скоро е нарушен. През 1359 или 1361 г. Орхан завзема ключовата за византийска Тракия крепост Дидимотихон, която не успява да получи подкрепления от столицата, вероятно защото османците вече контролират основната част от Източна Тракия.
През следващите години Йоан V се опитва да получи чужда помощ срещу турците в Тракия. През 1363 г. той изпраща патриарх Калист I за преговори със сръбските владетели, но той умира по пътя. През 1365 г. самият император отива в Буда, за да търси помощта на унгарския крал Лайош I Велики, но по обратния път е пленен от българския цар Иван Александър.

### Поход на Амадей Савойски
През 1366 г. графът на Савоя и братовчед на Йоан V Амадей VI Савойски потегля на помощ на императора, като към него се присъединява и генуезкият управител на Лесбос Франческо Гатилузио. Първоначално флотата от 50 кораба и 1700 войника успява да постигне победа над турците, която се изразява в превземането на голямата крепост Галиполи и други малки укрепления, веднага предадени на Византия. След това Амадей VI се насочва към Черно море, за да се окаже натиск върху българския цар за освобождаването на императора. Превзети са Ахтопол, Созопол, Скафида, Анхиало и Месемврия, след което обсажда Одесос (дн. Варна). Иван Александър започва преговори за мир. Докато трае обсадата на Варна падат две крепости: Козяк и Емона. След като Йоан V се връща във Византия, последните две крепости са върнати на България, а другите остават под властта на Византия, под управлението на престолонаследника Андроник IV Палеолог.
През 1367 г. Амадей V Савойски се връща в родината си, а османците запазват контрола си върху основната част от Източна Тракия. През 1369 г. османски войски завземат ключовата за Източна Тракия крепост Адрианопол (Одрин), а на 26 септември 1371 г. нанасят тежко поражение и на войските на сярския деспот Иван Углеша и прилепския крал Вълкашин в Черноменската битка.

### Васал на турците
През 1371 г. Йоан V Палеолог е принуден да се признае за васал на турския султан Мурад I като по това време под властта му се намират само Константинопол, Солун, част от Гърция и няколко черноморски крепости. През 1373 г. Йоан V и Мурад I водят съвместни военни действия срещу своите разбунтували се синове Андроник IV и Савджъ и успяват да ги разгромят. През 1376 г. с помощта на генуезците и османците Андроник IV успява да избяга от затвора и взема властта в Константинопол, затваряйки на свой ред баща си, като връща Галиполи на османците в замяна на тяхната помощ.
Мурад I продължава да се намесва активно в делата на Империята. През 1379 г. той, заедно с венецианците, оказва помощ на Йоан V срещу сина му Андроник IV и генуезците и обсажда Галата, като през 1381 г. поставя двамата претенденти за съимператори. През 1390 г. Йоан V отново е свален, този път от внука си Йоан VII Палеолог, и за втори път е възстановен на престола с помощта на турския султан.
През 1390 г. Йоан V започва поправката на стените около Златния рог в Константинопол, използвайки мрамор от западналите църкви около града. Това разгневява султана, който го заплашва с война, в случай че не спре. Императорът се подчинява, но в началото на 1391 г. умира.

## Цитирани източници
- Имбър, Колин. Османската империя 1300 – 1481.   София, Амисития, 2000. ISBN 954-90556-2-0.